# Hypnotique
Pour le film, voir Hypnotique (film).

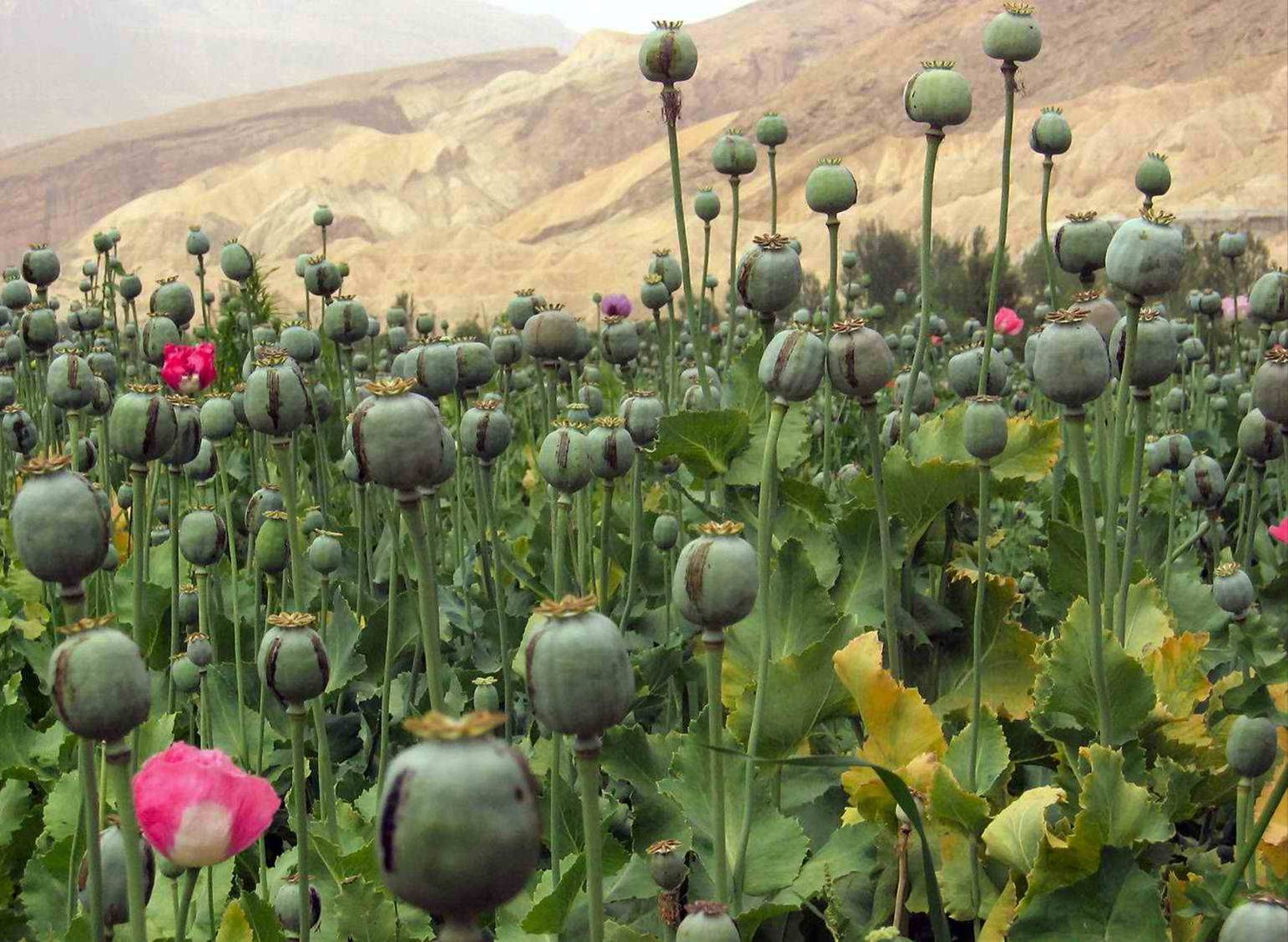
Incisions sur des capsules de pavots somnifères réalisées dans le but d'obtenir de l'opium, une substance déjà utilisée par les Sumériens pour sa capacité à induire le sommeil.

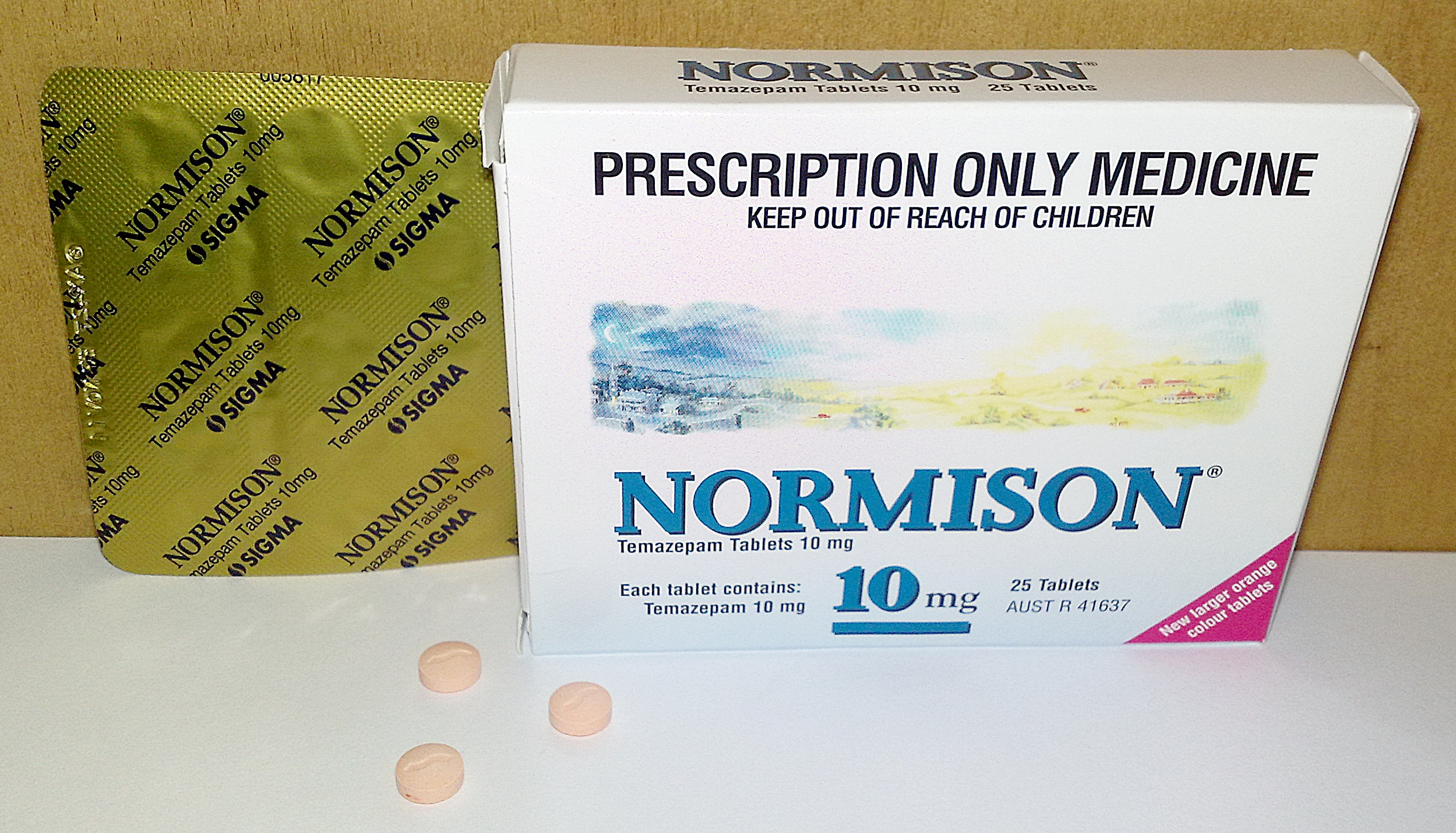
Tablette de Normison 10 mg (hypnotique).

Les hypnotiques sont une classe de médicaments analogues aux sédatifs dont l'effet principal est, selon la dose, la sensibilité du patient et la molécule elle-même, d'induire la somnolence chez un patient. Ils sont populairement qualifiés de somnifères et sont indiqués contre les troubles du sommeil tels que difficultés d'endormissement ou réveils précoces.
En raison de leur profil pharmacologique similaire, beaucoup d'hypnotiques sont également des sédatifs anesthésiants, ou bien des anxiolytiques. Il est donc possible d'user de ces molécules dans plusieurs indications.

## Liste des hypnotiques
- Les barbituriques : de moins en moins utilisés à cause de leur toxicité et de la tolérance (accoutumance) qu'ils induisent ;
- les benzodiazépines, également de moins en moins prescrits, notamment :
  - l'estazolam,
  - le nitrazépam,
  - le lormétazépam,
  - le loprazolam,
  - le témazépam,
  - certaines substances retirées du marché comme le flunitrazépam (Rohypnol) et le triazolam (Halcion) ayant un risque d'abus important,
- des médicaments plus modernes apparentés aux benzodiazépines mais de structure chimique différente, dits « non-benzodiazépines », mieux tolérés que les benzodiazépines et dont l'élimination est plus rapide induit souvent moins de dépendance, notamment : 
  - le zolpidem (en général sous forme d'hémitartrate de zolpidem), de la classe des imidazopyridines, l'hypnotique les plus prescrits en France,
  - la zopiclone, de la classe des cyclopyrrolones,
  - la zaleplon, de la classe des pyrazolopyrimidines, non commercialisé en France,
- des antihistaminiques H1 de première génération comme :
  - la phéniramine,
  - l'alimémazine,
  - la prométhazine,
  - la doxylamine,
- les racines de la valériane officinale (Valeriana officinalis), utilisée comme sédatif et anxiolytique léger, comme alternative aux produits de synthèse et aux opiacées, avec une toxicité faible et peu ou pas d'accoutumance induite
- historiquement, des substances opiacées extraites des plantes suivantes dont le risque de dépendance est élevé, principalement pour les alcaloïdes morphiniques :
  - les papavéracées (famille des pavots)
    - les composants du pavot somnifère (Papaver somniferum) ainsi que son latex appelé opium (considéré comme un produit stupéfiant dans la plupart des pays du monde) qui contiennent de la morphine, de la codéine (souvent associée aux antalgiques et analgésiques les plus courants comme l'ibuprofène ou le paracétamol) et de la thébaïne
    - les composants du pavot d'Orient (Papaver orientale) qui contiennent de la morphine, de la codéine et un taux important de thébaïne
    - les parties aériennes du pavot de Californie (Eschscholzia californica) qui contiennent de la californidine, de la protopine et d'autres alcaloïdes[4],[5],[6],[7].
    - les parties aériennes du coquelicot (Papaver rhoeas) qui contiennent divers alcaloïdes dont de la rhœadine, utilisée également pour traiter la dépendance aux alcaloïdes morphiniques suivants et leur usage comme stupéfiants
- les inflorescences femelles des plants de chanvre (Cannabis) (considéré comme un produit stupéfiant dans la plupart des pays du monde) qui contiennent du tétrahydrocannabinol (THC) (Sativa et Dominant Sativa)[8],[9]

## Effets secondaires
La prise d'hypnotiques peut induire de nombreux effets secondaires. Elle altère la vigilance et cause des troubles de la mémoire à court terme. Le zolpidem a été dans de rares cas associé à un syndrome de somnambulisme amnésique, voire, en cas de prise nocturne de nourriture, à l'obésité.
Elle peut être associée à haute dose à une réduction du sommeil paradoxal ainsi qu'à une augmentation du ronflement et du risque d'apnée obstructive du sommeil,. Selon certaines études la prise d'hypnotique est associée à un risque accru de troubles cognitifs, ainsi que (pour certains produits) à un risque accru de survenue de cancer, dont le cancer de la peau. Elle est également associée à un risque accru de mortalité liée à des problèmes de santé préexistants, selon des indices forts, notamment relatifs aux liens entre dépression et mortalité accrue, ou selon des conclusions scientifiques respectivement et successivement publiées en 1979, 1998, en 2009, 2010 confirmée en février 2012 par une nouvelle étude américaine publiée ayant porté sur plus de 10 000 patients auxquels on avait prescrit du zolpidem, témazépam, eszopiclone, zaleplon, d'autres benzodiazépines, les barbituriques et les antihistaminiques sédatifs. Cette étude a conclu à un risque de décès quatre fois plus élevé que dans la population générale, chez ces utilisateurs de somnifères.
Avec moins de 18 pilules par an, le risque de mort pour ces patients était déjà multiplié par trois, puis le risque augmente encore avec la dose, les auteurs précisant que le risque de décès et de cancer associés aux médicaments hypnotiques ne pouvaient pas être imputables à une maladie préexistante. Cette étude ne concerne cependant pas l'usage médical de la mélatonine.
Ces théories sont cependant contredites par d'autres études et méta-analyses,. L'influence des BZD et apparentés sur les risques de cancer et de démence n'est pas démontrée universellement; un manque de preuves fortes ainsi que certaines études directement contradictoires ne permettent pas de s'exprimer sur ce sujet avec aplomb. Notamment, le fait que les BZD aient été un constituant majeur de la pharmacopée moderne depuis plusieurs décennies sans pour autant que des preuves sans équivoque de leur influence sur les risques de démence et de cancer n'aient vu le jour est relevé par l'analyse de Brandt J. et Leong C. dans Springer. Davantage de recherche est donc nécessaire sur ces aspects-là.
Chez les sujets âgés, elle est associée à une augmentation du risque de chute et de fracture du col du fémur,,. et de troubles cardiaques. Chez ces patients le rapport bénéfice-risque des hypnotiques est inférieur avec des effets indésirables accrus, sans grande différence entre hypnotiques et benzodiazépines, pour un gain de sommeil d'une demi-heure en moyenne.
D'autres effets secondaires rares peuvent inclure des céphalées, cauchemars, et nausées. Étant donné que des résidus de ces médicaments sont retrouvés en quantités significatives et croissantes dans les stations d'épuration ou à leur aval, ou dans certains milieux naturels, la question d'éventuels effets écoépidémiologiques et écologiques pourrait aussi être posée.

## Précaution et dépendance
En raison de l'altération de la vigilance, les patients ne doivent pas prendre de médicaments hypnotiques avant d'avoir des activités dangereuses demandant une attention soutenue, et en particulier ne pas conduire. De nombreux hypnotiques sont incompatibles avec d'autres médicaments et avec l'alcool. Des prises conjointes sont des sources fréquentes d'hospitalisation.
Les somnifères peuvent entraîner une certaine dépendance : « Il est désormais bien connu que les tranquillisants et les somnifères de la classe des benzodiazépines peuvent causer une pharmacodépendance, aussi dans des doses dites thérapeutiques et ce, même après un traitement de courte durée. La découverte de ce risque est cependant de date relativement récente. »
La dépendance aux hypnotiques n'est pas systématique et touche globalement une minorité de patients,. L'usage non quotidien ou à dose modérée de somnifères n'induit pas fréquemment de tolérance ou de dépendance, et implique globalement un phénomène de rebond limité et court,,.

### Une situation préoccupante?
Avec environ 4 millions de personnes exposées, les Français comptent parmi les plus grands consommateurs de somnifères en Europe.
Les patients ayant tendance à augmenter leurs doses avec le temps risquent de devenir, en quelques mois, particulièrement dépendantes de ces médicaments; de plus la qualité du sommeil devient moins bonne avec l’utilisation à forte dose de ces hypnotiques.
Cependant ces risques sont réduits si les doses thérapeutiques restent les mêmes sans augmentation,,. Consommés à des doses modérées, les composés à la durée d'action la plus courte présentent particulièrement un profil de dépendance modéré,,.

### Effet paradoxal
Des effets secondaires tels que dépression, avec ou sans tendances suicidaires, états phobiques, agressivité et comportement violent peuvent apparaître, dans 5 % des cas selon Malcolm Lader, de l'Institute of Psychiatry à Londres. D'autres travaux débouchent cependant sur des conclusions moins alarmistes, avec une incidence de l'ordre de 1% pour les effets secondaires majeurs liés à l'utilisation de zolpidem.
Aux États-Unis, les fabricants considèrent devoir faire état de ces effets secondaires et signalent spécifiquement le risque de dépression. Dans plusieurs autres pays du monde au contraire, les fabricants gardent le silence sur cet effet secondaire, bien que la dépression puisse avoir un effet à long terme bien documenté dans les ouvrages médicaux.
Dans la mesure où ces réactions sont souvent interprétées comme symptômes d'une aggravation de l'état initial de l'intéressé, de nombreux patients deviennent pharmacodépendants pour la raison même qu'ils présentent de graves effets secondaires, et, chose tragique, le lien entre ceux-ci et les benzodiazépines est resté longtemps inconnu aussi du patient que du médecin prescripteur.

## Cas particuliers
Pour les patients concernés par une certaine dépendance, il est conseillé de faire une diminution très progressive des doses[réf. nécessaire], encadrée par un médecin.
Notamment dès que des troubles (physiologiques ou évolution vers la dépression), liés au sevrage (comme pour n’importe quelle autre dépendance) apparaissent. De nombreux médicaments de cette classe sont aussi incompatibles avec la grossesse.

## Alternatives

### Cas de la valériane
Selon certaines études,,,,, les racines de valériane officinale (Valeriana officinalis) seraient une alternative douce aux somnifères. L'utilisation de cette plante semble davantage d'ordre culturel et son effet réel se distinguerait en réalité peu de l'effet placebo. Cette plante est en effet traditionnellement utilisée en Occident depuis l'Antiquité. Elle fut dans un premier temps utilisée comme plante magique, puis comme un remède à de multiples pathologies avant d'être prescrite pour faciliter l'endormissement à partir du IIe siècle. Son efficacité réelle est discutée depuis cette époque. De nos jours des études contradictoires existent à son sujet, certaines concluent à une efficacité faible, d'autres réfutent son efficacité.

### Autres plantes
D'autres plantes pourraient être utilisées sous forme d’infusions, de tilleul, camomille allemande, verveine, houblon, fleur d’orange amère. Plantes qui peuvent être trouvées dans des pharmacies spécialisées en phytothérapie, ou chez les herboristes qui subsistent. Comme pour la valériane, leur efficacité reste néanmoins contestée.

### Approche technique
Une société a imaginé un bandeau, appelé Dreem, faisant office de mini-électro-encéphalographe, et connecté à une application, pour suivre et améliorer le sommeil des utilisateurs. Ce bandeau a vocation, selon ses créateurs, à se substituer à l'usage de somnifère,. Par contre des spécialistes du sommeil mettent en garde contre la fiabilité variable de ce bandeau, la gêne additionnelle provoquée par le bandeau , le recueil des données cérébrales par une entreprise privée et le risque de focaliser trop son attention sur le sommeil, que l'on appelle l'orthosomnie ce qui peut être contreproductif.